# Mohammed Hegazy
Mohammed Beshoy Hegazy (* 1982) ist ein ägyptischer Staatsbürger, der 1998 vom Islam zur christlichen koptischen Kirche konvertierte und im August 2007 in Ägypten offiziell die Eintragung seines christlichen Glaubens in den Personalausweis beantragte, um zu verhindern, dass seine Tochter die eingetragene Religion des Vaters übernehmen muss. Seine Konversion wurde ihm gerichtlich verweigert und brachte ihm Todesdrohungen seitens religiöser Vertreter und Gruppierungen ein.

## Leben

### Konversion
Hegazy konvertierte 1998 vom Islam zum koptisch-orthodoxen Christentum und nahm den Namen Beshoy (koptisch: Ⲡⲓϣⲱⲓ) nach einem koptischen Mönch an.
Seine Frau, Um Hashim Kamel, konvertierte ebenfalls und nahm den Namen Christine (koptisch: ⲭⲣⲩⲥⲧⲓⲛⲁ) an. Die beiden haben eine Tochter, Miriam, die während ihres Untertauchens geboren wurde. Er berichtet, dass er konvertiert ist, nachdem er „Lesungen und vergleichende Studien über Religionen“ begonnen hat und festgestellt hat, dass er „nicht mit den islamischen Lehren übereinstimmt.“ Er behauptet, dass „das Hauptproblem für mich die Liebe war. Der Islam förderte die Liebe nicht so wie das Christentum.“
Obwohl das Christentum in Ägypten legal ist, wird der Abfall vom Islam oder der Austritt aus dem Islam nach einer weit verbreiteten Auslegung des islamischen Rechts mit der Todesstrafe geahndet, aber der Staat hat noch nie eine Hinrichtung angeordnet oder durchgeführt.[1][2][3] Theoretisch muss das ägyptische Recht aus dem islamischen Recht abgeleitet werden, so eine Entscheidung vor mehreren Jahrzehnten. Konvertiten werden häufig von der Polizei schikaniert, die sich auf Gesetze gegen „Beleidigung der Religion“ oder „Störung der öffentlichen Ordnung“ beruft, um rechtliche Schritte gegen sie zu rechtfertigen. Hegazy berichtet, dass er nach Bekanntwerden seiner Konversion drei Tage lang festgehalten und von der Polizei gefoltert wurde. Im Jahr 2001 veröffentlichte er ein Buch mit Gedichten, in denen er die Sicherheitsdienste kritisierte, und wurde drei Monate lang wegen Aufwiegelung, Störung der öffentlichen Ordnung und Beleidigung des Präsidenten inhaftiert und schließlich ohne Anklage freigelassen.

### Klage auf Änderung der Religionszugehörigkeit
Im Jahr 2007 klagte Hegazy vor einem ägyptischen Gericht auf Änderung seiner Religionszugehörigkeit von Islam ins Christentum in seinem Personalausweis. Er sagte, er wolle dies tun, damit sein Kind offen als Christ erzogen werden, eine christliche Geburtsurkunde erhalten und kirchlich heiraten kann. Er erklärte auch, er wolle einen Präzedenzfall für andere Konvertiten schaffen.
Sein erster Anwalt, Mamdouh Nakhlah, reichte den Fall ein, gab ihn dann aber auf, nachdem Hegazys Konvertierung einen großen Aufruhr verursacht hatte. Nakhlah sagte der Associated Press, dass er den Fall ursprünglich wegen eines Leitartikels eines der höchsten islamischen Geistlichen Ägyptens, des Großmuftis Ali Gomaa, übernommen hatte, der sich gegen die Tötung von Abtrünnigen aussprach und sagte, es gebe keine weltliche Vergeltung für Muslime, die ihre Religion aufgeben. Ali Gomaa, hatte am 21. Juli 2007 in einem Interview mit der Washington Post die weltliche Bestrafung von ehemals dem Islam zugehörenden Konvertiten abgelehnt. Diese Position relativierte er am 25. Juli 2007 in der arabischen Presse, indem er die weltliche Bestrafung der Apostasie für rechtens erklärte.

### Reaktion muslimischer Konservativer
Gomaas Äußerungen wurden von muslimischen Konservativen scharf kritisiert, da sie der Meinung waren, er öffne Muslimen die Tür, um ihren Glauben zu verlassen. Scheich Gad al-Ibrahim sagte gegenüber Al-Quds al-Arabi, dass „die ägyptische Regierung Mohammed Hegazy finden und die Scharia anwenden sollte, indem sie ihm drei Tage Zeit gibt, sich zu bekehren, und ihn dann tötet, wenn er sich weigert“. Scheich Youssef al-Badri und Souad Saleh, Professor an der ägyptischen Al-Azhar-Universität, an der Ägyptens führende islamische Gelehrte arbeiten, stimmten Al-Ibrahim zu und widersprachen damit offen den Äußerungen der zweithöchsten religiösen Autorität Ägyptens vom letzten Monat, wonach der Abfall vom Islam im Diesseits nicht bestraft werden sollte. Später stellte Gomaa seine umstrittene Aussage dahingehend klar, dass nur Abtrünnige bestraft werden sollten, die sich "aktiv am Umsturz der Gesellschaft beteiligen".
Die Scharia ist jedoch in Artikel 2 der Verfassung als Grundlage des ägyptischen Rechtssystems verankert, und viele Muslime sehen keinen Unterschied zwischen Apostasie und Umsturz. Ein zweiter Anwalt, Ramsis Raouf Al-Naggar, kündigte an, den Fall zu übernehmen, lehnte dann aber ab. Al-Naggar erklärte, er sei pessimistisch, dass die Klage wegen der vielen Konflikte gewonnen werden könne. Er sagte, Hegazy habe ihm nicht die erforderlichen Kirchendokumente gegeben, die vor Gericht als Beweis für seine Konversion zum Christentum verwendet werden könnten. Hegazy teilte Reportern kürzlich mit, dass er einen neuen Anwalt gefunden habe, lehnte es aber aus Sicherheitsgründen ab, dessen Namen zu nennen.
Hegazy löste einen Sturm der Entrüstung aus, als Bilder von ihm, auf denen er mit einem Poster der Jungfrau Maria für Journalisten posierte, in den Zeitungen veröffentlicht wurden.
Fatwas wurden von muslimischen Geistlichen herausgegeben, die Hegazys Tod forderten. Mindestens eine Fatwa besagt, dass Hegazys Tochter Miriam im Alter von 10 Jahren getötet werden soll, wenn sie sich nicht für den Islam entscheidet. Hegazy und seine Frau haben beschlossen, in Ägypten zu bleiben und den Prozess fortzusetzen, trotz der verschiedenen Fatwas, die gegen ihn und seine Familie erlassen wurden.
Er hat per Telefon Morddrohungen erhalten. Er und seine Frau wurden von ihren Familien geächtet und sind derzeit untergetaucht. Christines Familie hat geschworen, sie zu töten, weil sie gegen den Willen der Familie einen Nicht-Muslim geheiratet hat.
Auch die Familie von Hegazy war wütend auf ihn. In einem Interview mit einer ägyptischen Lokalzeitung aus dem Jahr 2008 sagte Hegazys Vater: "Ich werde versuchen, mit meinem Sohn zu reden und ihn zu überzeugen, zum Islam zurückzukehren. Wenn er sich weigert, werde ich ihn mit meinen eigenen Händen töten". 

Kurz darauf veröffentlichte Hegazy diese Erklärung als Antwort an seinen Vater:
Ich möchte eine Nachricht an meinen Vater senden. Ich habe gesehen, was du in den Zeitungen gesagt hast. Du sagst, du willst mich töten, mein Blut in der Öffentlichkeit vergießen. Aber ich liebe dich so sehr, weil du mein Vater bist und weil Jesus mich gelehrt hat, zu lieben. Ich habe Jesus Christus aus freien Stücken angenommen, niemand hat mich gezwungen. Ich vergebe dir. Egal, welche Entscheidung du triffst. Egal, was du tust. Meinem Vater und meiner Mutter sage ich, dass Jesus Christus gestorben ist, um mich zu retten.

### Verhaftung von Menschenrechtsaktivisten
Am 8. August 2007 nahm die ägyptische Polizei zwei christliche Menschenrechtsaktivisten, Adel Fawzy Faltas und Peter Ezzat, fest, nachdem ihre Organisation in mehrere umstrittene Menschenrechtsfälle, darunter auch den von Hegazy, verwickelt war. Sie wurden anschließend ohne Anklage festgehalten und am 21. August erneut inhaftiert. Die beiden Aktivisten sind Mitglieder der Middle East Christian Association (MICA). MICA ist eine kanadische Nichtregierungsorganisation, die im Juni 2007 ihre rechtliche Anerkennung bei der ägyptischen Regierung beantragte und an mehreren umstrittenen Menschenrechtsfällen beteiligt war.
Nach Angaben ihres Anwalts Peter Ramses Al-Nagar war der Hauptgrund für Faltas und Ezzats Inhaftierung ihre Arbeit mit Hegazy. Er berichtete, dass die Medien behaupteten, Faltas und Ezzat seien verhaftet worden, weil sie der Hauptgrund dafür seien, dass Hegazy Christ geworden sei. Faltas hatte nur wenige Tage vor seiner Verhaftung ein viel beachtetes Internet-Interview mit Mohammed Hegazy geführt, was in den ägyptischen Medien die Behauptung auslöste, er habe den Muslim zum Christentum geführt.
In einem Telefoninterview mit einer ägyptischen Talkshow sagte Fawzy, islamische Gelehrte hätten seine Organisation beschuldigt, Hegazy zum Christentum bekehrt zu haben. „Die erste Frage, die gestellt wurde, war, ob wir Herrn Hegazy bekehrt haben“, sagte Fawzy gegenüber Reportern. „Ich sagte ihnen: Wir konvertieren niemanden, wir sind eine Menschenrechtsorganisation. Aber selbst wenn wir es getan hätten, gibt es kein Gesetz, das dies verbietet.“

### Urteile von 2008
Im Februar 2008 entschied der ägyptischer Richter Muhammad Husseini, dass ein Muslim, der zum Christentum konvertiert ist, seinen religiösen Status rechtlich nicht ändern kann, auch wenn er glauben kann, was er im Herzen will. Richter Muhammad Husseini erklärte, dass nach der Scharia der Islam die endgültige und vollständigste Religion sei und Muslime daher bereits volle Religionsfreiheit ausüben und nicht zu einem älteren Glauben (Christentum oder Judentum) konvertieren könnten. Husseini sagte dem Verwaltungsgericht auch, dass Hegazy „in seinem Herzen glauben kann, was er will, aber auf dem Papier kann er nicht konvertieren“.
Richter Husseini stützte seine Entscheidung auf Artikel 2 der ägyptischen Verfassung, der die Scharia zur Quelle des ägyptischen Rechts macht. Hegazy hat das Urteil als Verletzung seiner Grundrechte angeprangert. „Was hat der Staat mit der Religion zu tun, zu der ich mich bekenne?“ fragte Hegazy laut der United States Copts Association nach dem Urteilsspruch.
Auch das Verteidigungsteam des Konvertiten war von dem Urteil enttäuscht: "Der Richter hat unserer Verteidigung nicht zugehört, und wir hatten nicht einmal die Möglichkeit, vor Gericht zu sprechen", sagte Gamel Eid, Leiter des Arab Network for Human Rights Information (ANHRI) der Copts Association. Ein ANHRI-Vertreter sagte, dass Hegazy immer noch plant, gegen das Urteil Berufung einzulegen oder möglicherweise einen neuen Fall zu eröffnen. Katarina plant außerdem, eine Petition für ihr Recht einzureichen zum Christentum zu wechseln.
In Ägypten richtet sich die eingetragene Religion eines Kindes nach dem offiziellen Glauben des Vaters. Da Hegazy also offiziell Muslim ist, könnte seine Tochter nach ägyptischem Recht nicht am christlichen Religionsunterricht in der Schule teilnehmen, in einer Kirche heiraten oder offen an Gottesdiensten teilnehmen, ohne schikaniert zu werden.
In einem Interview mit der Tageszeitung Egypt Today bestätigte der ägyptische Minister für religiöse Angelegenheiten, Mahmoud Zakzouk, die Legalität der Todesstrafe für ehemals islamische Konvertiten, die ihren Glaubenswechsel öffentlich bekanntmachen. Dies sei eine Gefahr für die öffentliche Ordnung und mit Hochverrat gleichzusetzen.
In einem anderen Fall entschied ein ägyptisches Gericht jedoch im selben Monat, dass zwölf koptische Christen, die zum Islam konvertierten und dann zum Christentum zurückkehrten, ihren Glauben offiziell anerkennen lassen können. Diese Entscheidung wurde mit der Begründung getroffen, dass die Kopten nicht als Abtrünnige betrachtet werden sollten, weil sie zum Islam konvertiert waren, da sie als Christen geboren worden waren. Die Entscheidung hob eine Entscheidung eines niedrigeren Gerichts auf, die besagte, dass der Staat Konversionen vom Islam aufgrund eines religiösen Verbots nicht anerkennen müsse. Ein Anwalt der zwölf koptischen Christen bezeichnete den Fall als einen Sieg für die Menschenrechte und die Religionsfreiheit. Er sagte, dass dies die Tür für Hunderte von anderen Kopten öffnen könnte, die vom Islam zu ihrem ursprünglichen Glauben zurückkehren wollen.

### Rückkehr zum Islam
Am 30. Juli 2016 gab Hegazy in Polizeigewahrsam bekannt, dass er das Christentum verlassen habe und zum Islam zurückgekehrt sei. Nach seiner Entlassung aus dem Gefängnis erklärte er, dass er immer noch Christ sei und dass er unter Folter gezwungen worden sei zu behaupten, er sei zum Islam konvertiert.